# 리자 아르자마소바
리자 아르자마소바(러시아어: Елизаве́та Арзама́сова, 1995년 3월 17일 ~ )는 러시아의 배우이다.